# Ново-Село (Великотырновская область)
Ново-Село (болг. Ново село) — село в Болгарии. Находится в Великотырновской области, входит в общину Велико-Тырново. Население составляет 515 человек (2022).

## Политическая ситуация
В местном кметстве Ново-Село, в состав которого входит Ново-Село, должность кмета (старосты) исполняет Христо  Рашков Христов (независимый) по результатам выборов правления кметства.
Кмет (мэр) общины Велико-Тырново — Румен Рашев (независимый) по результатам выборов в правление общины.